# Hysteropterum dubiosum
Hysteropterum dubiosum är en insektsart som beskrevs av Matsumura 1910. Hysteropterum dubiosum ingår i släktet Hysteropterum och familjen sköldstritar. Inga underarter finns listade i Catalogue of Life.